# Perry-Mansfield Performing Arts School & Camp

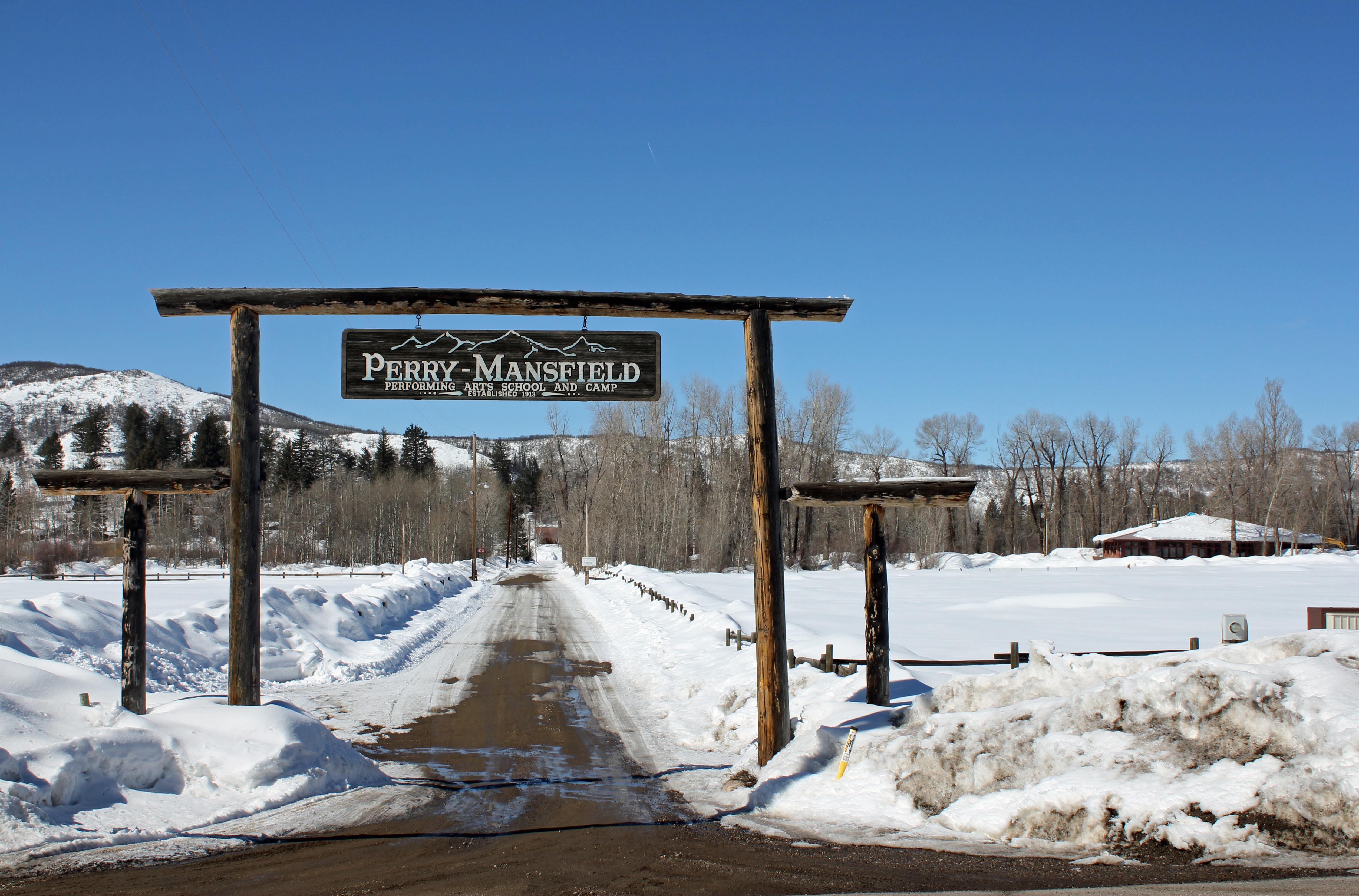
Pórtico de entrada do local.

O Perry-Mansfield Performing Arts School & Camp é um acampamento de dança, teatro e equitação localizado em Steamboat Springs, Colorado, EUA. Fundado em 1913 por Charlotte Perry e Portia Mansfield, é a mais antiga escola de dança e teatro em operação contínua nos Estados Unidos.  Em 1995, o local foi incluído no National Register of Historic Places.
O local tornou-se uma parte importante do movimento de educação física no início do Século XX, pois era um dos poucos lugares onde as mulheres podiam estudar dança e retornar aos seus próprios programas preparados para ensinar educação física. Por conta disso, Portia Mansfield e Charlotte Perry foram introduzidas no Colorado Women's Hall of Fame em 2004.
Alunos notáveis e professores da escola incluem Julie Harris, Doris Humphrey, Charles Weidman, Jose Limon, Hanya Holm, Valerie Bettis, Merce Cunningham, Louis Horst, Agnes de Mille, Martha Clarke, Jessica Biel, Dustin Hoffman e Ruthana Boris.
Nos últimos anos, além dos programas de dança e acampamentos e programas de cavalgadas, o Perry-Mansfield Performing Arts School & Camp patrocinou um festival de Novas Obras, com curadoria de Andrew Leynse, diretor da Escola Primária da Broadway em Nova York. Nos primeiros 10 dias, os membros da audiência podem assistir aos ensaios em andamento e ver as peças sendo reproduzidas desde as leituras até o desempenho.